# Borderline (Madonna-Lied)
Borderline ist ein Popsong von Madonna, der im Februar 1984 als fünfte und letzte Single aus ihrem 1983 erschienenen ersten Album ausgekoppelt wurde. Er wurde von Reggie Lucas geschrieben und von ihm und John „Jellybean“ Benitez produziert.

## Geschichte
1982 begannen die Arbeiten an Madonnas erstem Album, zuvor hatten Madonna und Reggie Lucas die vorgesehenen Songs zusammengestellt. Später fügte Lucas noch Borderline hinzu, nach den Aufnahmen war Madonna mit dem Gesamtergebnis unzufrieden. Nach Madonnas Meinung sei der Hit angeblich zu instrumental gewesen, dies führte zum Streit. Für die veröffentlichte Version arbeitete John „Jellybean“ Benitez den Song nach Madonnas Wünschen um.
Die Erstveröffentlichung fand am 15. Februar 1984 statt. Der Song wurde zu einem weltweiten Top-40-Erfolg, und bei der Wiederveröffentlichung 1986 schaffte es Borderline auf Platz eins in Irland.

## Musikvideo
Beim Musikvideo wurde von Mary Lambert Regie geführt, die auch die Regie zu Like a Virgin und Material Girl übernahm. Es wurde vom 30. Januar bis 2. Februar 1984 in Los Angeles gedreht. Zu Beginn tanzen Madonna und ihre Freunde Breakdance, dann entdeckt sie ein Manager, und beide fahren in einem Auto zu einem Studio. Im Studio zeigt Madonna neben ein paar Kulissen und vor einigen Kameras eine Performance, dabei fotografiert sie ein Fotograf und sieht sich nachher die Bilder an. Nachdem sie aus einer Telefonzelle kommt, werden einige Szenen mit Madonnas Freunden eingeblendet. In einer Szene versucht sie, mit einem Mann zu flirten, der danach weggeht und von Madonna in einer Bar beim Billardspielen wiedergetroffen wird. Im Kiosk sieht der Mann ein Foto von Madonna auf einer Zeitschrift. Nun weist Madonna ihn zurück und sprüht die Kulissen an, dabei wird sie ebenfalls fotografiert. Am Ende spielt Madonna mit ihren Freunden Billard.

## Auszeichnungen für Musikverkäufe
| Land/Region                  | Auszeichnungen für Musikverkäufe (Land/Region, Auszeichnung, Verkäufe) | Verkäufe  |
| ---------------------------- | ---------------------------------------------------------------------- | --------- |
| Vereinigte Staaten (RIAA)    | Gold                                                                   | 1.000.000 |
| Vereinigtes Königreich (BPI) | Gold                                                                   | 500.000   |
| Insgesamt                    | 2× Gold ·                                                              | 1.500.000 |

## Coverversionen
- 1990: Shirley Bassey
- 2000: Skinny Puppy
- 2002: Mad’House
- 2005: Jody Watley
- 2009: The Flaming Lips
- 2010: Glee